# 100 Monkeys
100 Monkeys war eine US-amerikanische Funk-Rock-Band, die 2008 in Los Angeles, Kalifornien gegründet wurde. Die Bandmitglieder waren Ben Graupner, Ben Johnson, Jackson Rathbone, Jerad Anderson und Lawrence Abrams. Im Sommer 2012 löste sich die Band auf, die ehemaligen Mitglieder sind jedoch untereinander noch immer sehr gut befreundet. Während drei von ihnen eine musikalische Pause einlegen, machen Ben Graupner und Ben Johnson mit zwei neuen Mitgliedern unter dem Namen Pink Fuzzy Animals Musik.

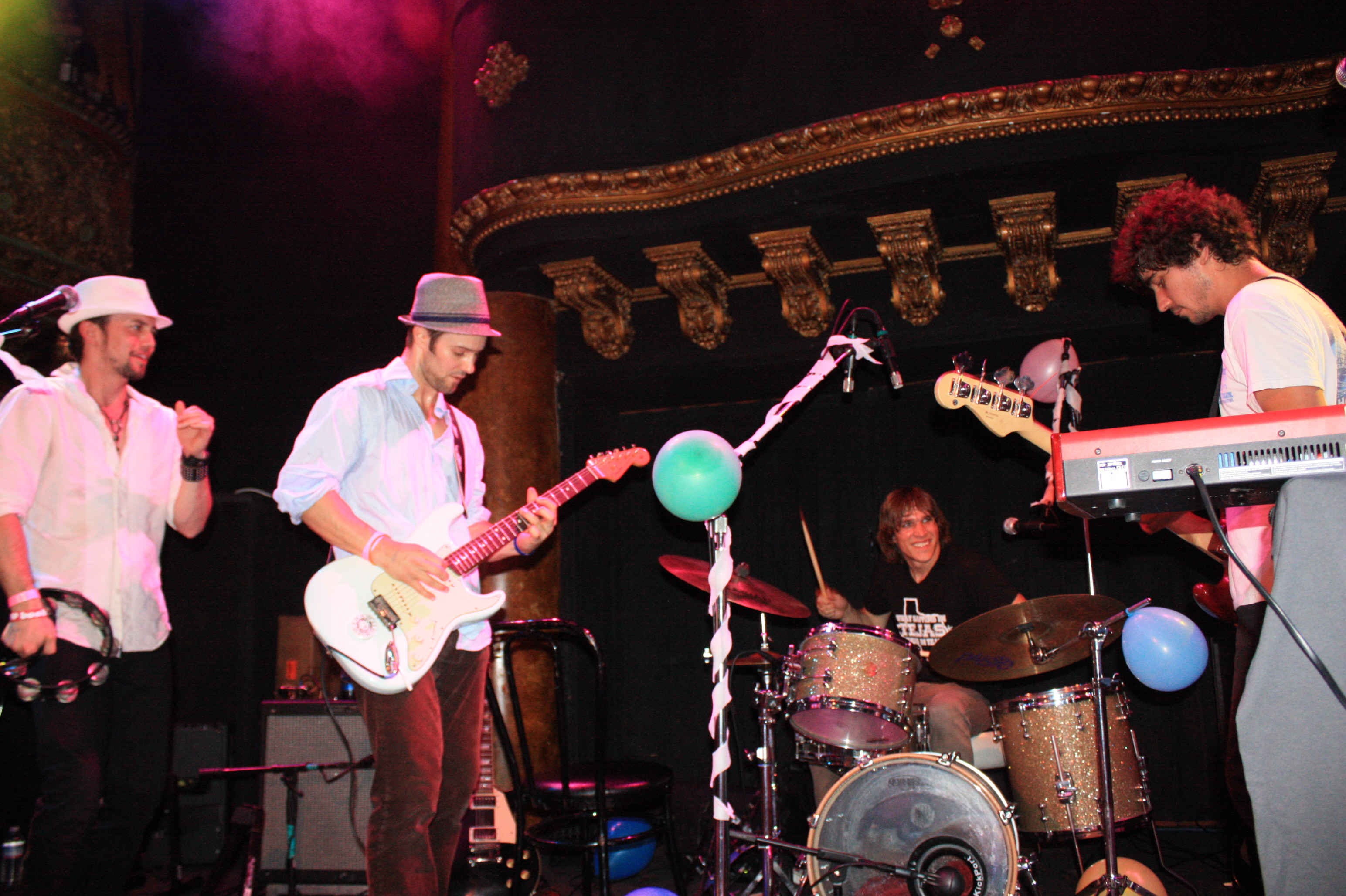
Die 100 Monkeys bei einem Auftritt

## Geschichte
Die Band gründete sich 2008 in Los Angeles, Kalifornien. Die erste Single Ugly Girl wurde im Juli 2009, zusammen mit den Songs Smoke und Wasteland Too, veröffentlicht. Anschließend veröffentlichten sie das völlig improvisierte Album Monster de Lux. Noch im selben Jahr erschien ihr erstes Studioalbum Grape. Im Jahr 2010 tourte die Band auf einer 100 City Tour quer durch die Vereinigten Staaten, wodurch ihr Publikum stark wuchs. Im Juli 2010 erschien das Album Live and Kickin (Part one) und im November 2010 der zweite Teil Live and Kickin (Part too) als DVD.
Im April 2011 veröffentlichten sie ihr Buch Every Monkey Dookies, was von ihnen selbst geschrieben wurde (mit Bildern, gemalt von Jerad Anderson). Am 28. Juni 2011 erschien ihr neues Album Liquid Zoo.
Von Ende Juni 2011 bis Ende Dezember 2011 tourten die 100 Monkeys erst durch die Vereinigten Staaten und danach durch Europa. Unter anderem gaben sie vier Konzerte in Deutschland.
Derzeit ist die Band aus verschiedenen Gründen getrennt.

## Mitglieder
Ben Graupner wurde am 7. Februar in Dallas, Texas geboren. Er spielte Trompete, Gitarre, Schlagzeug, Keyboard, Bass und sang für die Band.
Jackson Rathbone wurde am 14. Dezember 1984 in Singapur City, Singapur geboren. Er ist ein erfolgreicher Schauspieler und wurde durch die Filme der Twilight Saga in der Rolle des Jasper Hale berühmt. Er spielte Gitarre, Bass, Schlagzeug, Keyboard, Mandoline, Trompete, Mundharmonika und sang.
Jerad Anderson wurde am 4. Juni 1981 in San Diego, Kalifornien geboren. Er ist ein angehender Schauspieler. Er spielte Gitarre und war Background-Sänger der Band.
Ben Johnson wurde am 4. Mai 1984 in Mt. Carroll, Illinois geboren. Er spielte Bass, Gitarre, Schlagzeug, Keyboard und sang für die Band.
Lawrence „Uncle Larry“ Abrams wurde am 5. Juli 1953 in Chicago, Illinois geboren. Er spielte Querflöte, Bongos, Keyboard und sang gelegentlich.

## Stil
Ihr Musikstil wird unter anderem vom Magazin Spin als Funk-Rock bezeichnet.
Die 100 Monkeys selbst sehen in ihrer Musik mehrere Stile: Rock ’n’ Roll, Blues, Funk und Country.
In jeder ihrer Shows improvisieren sie einen Song. Die Ideen zu dem Thema des Songs kommen vom Publikum und das beste Thema wird dann von Jerad Anderson gewählt. Die Texte werden meist von Jackson Rathbone gesungen und instrumental variiert. Diese Songs wurden nie vorher geprobt.

## Diskografie

### Alben
- 2009: Monster de Lux
- 2009: Creative Control Live
- 2009: Grape
- 2010: Live and Kickin (Part one)
- 2011: Liquid Zoo

### Singles
- 2009: Smoke
- 2009: Wasteland Too
- 2009: Ugly Girl
- 2009: Keep Awake
- 2010: Kolpix
- 2010: Future Radio
- 2010: Wandering Mind
- 2012: City Of Bones

### DVDs
- 2010: Live and Kickin (Part too)

### Bücher
- 2011: Every Monkey Dookies

## Improvisierte Songs
In jeder ihrer Shows improvisieren sie einen Song. Die Ideen zu dem Thema des Songs kommen vom Publikum und das beste Thema wird dann von Jerad Anderson gewählt. Die Texte werden meist von Jackson Rathbone gesungen und Instrumental variiert. Diese Songs wurden nie vorher geprobt.
Titel von einigen improvisierten Songs der 100 Monkeys:
- 25. Februar 2009 – Los Angeles, CA – Jello
- 19. April 2009 – Vancouver, BC – Lumberjack
- 23. Mai 2009 – Philadelphia, PA – That's What She Said und Cake and Apple Juice
- 7. Juni 2009 – New York, NY – Peacock und Chicken
- 15. Juni 2009 – Philadelphia – Philly Girl! und Paper Towels and Coconuts
- 18. Juni 2009 – Philadelphia, PA – Blue Eyes
- 20. September 2009 – Vancouver, BC – David Bowie
- 15. November 2009 – Los Angeles, CA – Flying Squirrel
- 27. Dezember 2009 – Hollywood, CA – Jerad
- 1. Januar 2010 – Las Vegas, NV – Wayne Newton
- 4. Januar 2010 – Albuquerque, NM – Spandex Banana Hammocks
- 5. Januar 2010 – Dallas, TX – Marshmallow
- 8. Januar 2010 – McAllen, TX – Happy Birthday, Monica
- 13. Januar 2010 – Denver, CO – Cherries
- 18. Januar 2010 – Seattle, WA – Are You Afraid Of The Dark?
- 19. Januar 2010 – Portland, OR – Kung Pao Chicken
- 30. Januar 2010 – Las Vegas, NV – Strangers With My Baby und Lipstick On My Collar
- 5. Februar 2010 – Hermosa Beach, CA – Brownies
- 12. Februar 2010 – Pomona, CA – Tighty Whities
- 2. Februar 2010 – Des Moines, IA – Juicebox
- 4. März 2010 – Madison, WI – Awesome Sauce und Bananas
- 7. März 2010 – St. Louis, MO – Best Friend
- 8. März 2010 – Louisville, KY – Puppet
- 26. März 2010 – New Orleans, LA – Bourbon
- 7. April 2010 – Washington, DC – Little Black Book
- 11. April 2010 – Cambridge, MA – Grind
- 13. April 2010 – Hartford, CT – Annoying People
- 14. April 2010 – Lancaster, PA – Drinking
- 15. April 2010 – Allentown, PA – Hot Nurses
- 19. April 2010 – Nashville, TN – Nerf Guns
- 20. April 2010 – Birmingham, AL – I Hacked Into Your Email
- 23. April 2010 – Dallas, TX – Paper Airplanes
- 24. April 2010 – Dallas, TX – Ellen Degeneres und Everything's Bigger In Texas
- 28. April 2010 – Pittsburgh, PA – Hats
- 29. April 2010 – Providence, RI – Beef Jerky
- 21. Juli 2010 – Scottsdale, AZ – There's A Camera In My Face
- 22. Juli 2010 – Las Vegas, NV – Zombie Dinner Party
- 23. Juli 2010 – San Diego CA – Come Get LEID At Our Table and Spilt Beer
- 25. Juli 2010 – San Francisco, CA – Duck-billed Platypus
- 29. Juli 2010 – Seattle, WA – Roadtrip
- 4. August 2010 – Sacramento, CA – Tickets to the Gun Show
- 6. August 2010 – Los Angeles, CA – Drunk Dialing
- 7. August 2010 – Los Angeles, CA – Restaining Order
- 18. August 2010 – Los Angeles, CA – Walk of Shame
- 28. August 2010 – Auburn Hills, MI – Handcuffs and Joygasm
- 11. September 2010 – Toronto, ON, Canada – Batman
- 10. Oktober 2010 – Los Angeles, CA – Slap Me Silly & Call Me Susan (mit Jackson interpretiert als 'slap me and call me stupid')
- 31. Oktober 2010 – Baton Rouge, LA – Chicken on a Stick
- 3. Dezember 2010 – Baton Rouge, LA – Baby Alligators
- 26. Dezember 2010 – Atlanta, GA – Ho Ho Ho
- 27. Dezember 2010 – Birmingham, AL – Dirty South
- 28. Dezember 2010 – New Orleans, LA – Show Me Your Beads and Fake It Until You Make It
- 29. Dezember 2010 – Houston, TX -Pillow Talk, Apple Juice
- 31. Dezember 2010 – Austin, TX – I'm A Little Freaked Out und One Night Stand
- 1. Januar 2010 – Mission, TX – No Bueno
- 2. Januar 2011 – San Antonio, TX – Beer
- 19. Februar 2011 – Los Angeles, CA – Bullies
- 7. Mai 2011 – New York, NY – Keep Your Boots On
- 9. Mai 2011 – New York, NY – Stalker
- 29. November 2011 – Kopenhagen – Denmark Girl
- 30. November 2011 – Berlin – Sex in the Jungle
- 1. Dezember 2011 – Hamburg – Chio
- 2. Dezember 2011 – Frankfurt – Red Light District
- 8. Dezember 2011 – Köln – Are you looking at my bum?